# Cithaeron delimbatus
Espèce
Cithaeron delimbatus est une espèce d'araignées aranéomorphes de la famille des Cithaeronidae.

## Distribution
Cette espèce se rencontre en Afrique de l'Est. Elle a été observée en Érythrée, en Éthiopie, à Djibouti, en Somalie, au Kenya et en Tanzanie.

## Description
La femelle subadulte holotype mesure 7 mm.
Le mâle décrit par Platnick en 1991 mesure 4,50 mm et la femelle 5,68 mm.

## Systématique et taxinomie
Cette espèce a été décrite par Strand en 1906.

## Publication originale
- Strand, 1906 : « Diagnosen nordafrikanischer, hauptsächlich von Carlo Freiherr von Erlanger gesammelter Spinnen. » Zoologische Anzeiger, vol. 30, p. 604-637 & 655-690 (texte intégral).